# Skarpabborrtjärnarna (Vänjans socken, Dalarna)
Skarpabborrtjärnarna är en sjö i Mora kommun i Dalarna och ingår i Dalälvens huvudavrinningsområde.